# Semaeopus duplicata
Semaeopus duplicata là một loài bướm đêm trong họ Geometridae.